# おいり

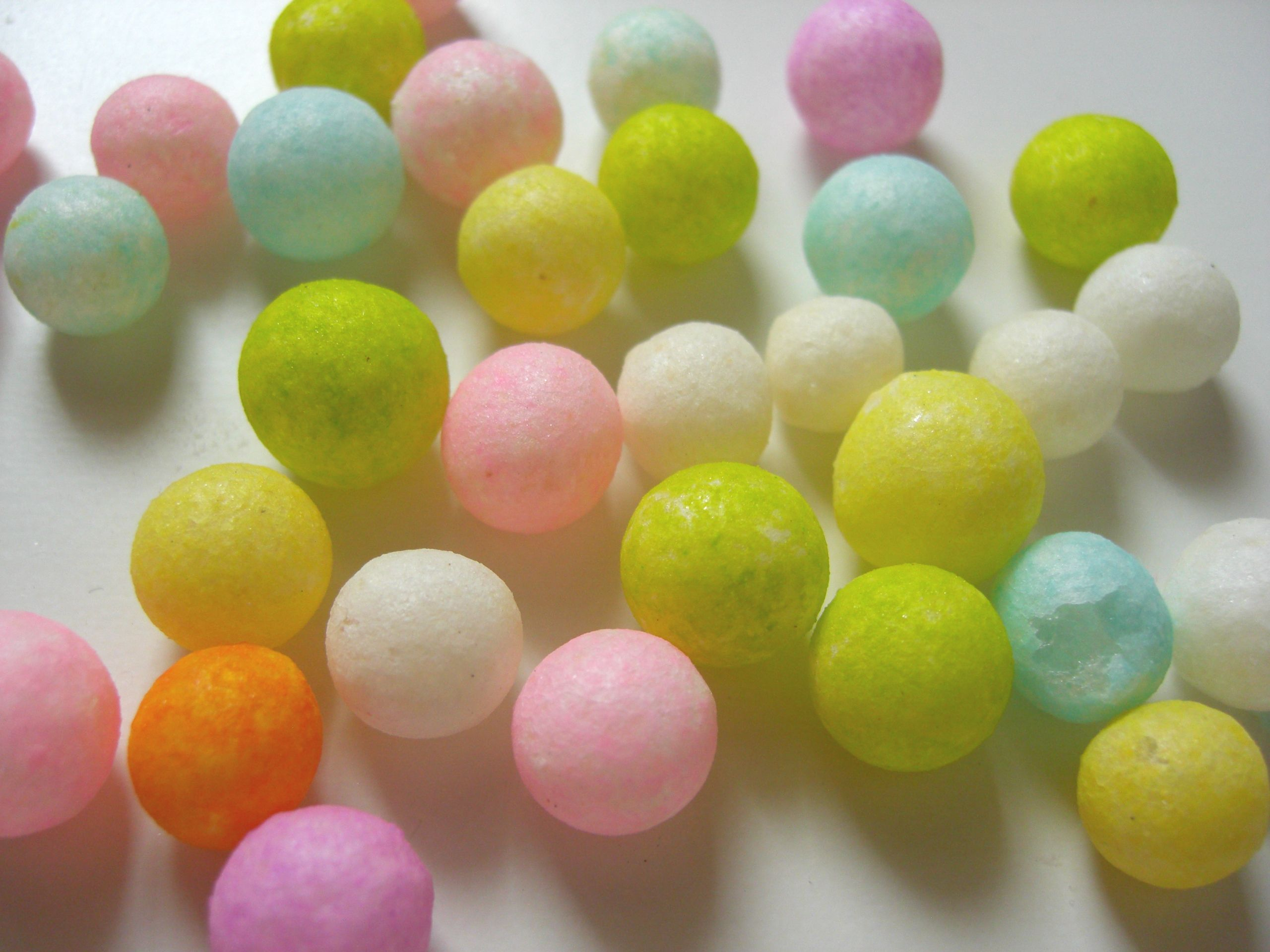
おいり

おいりは、香川県の特に中西部地方から愛媛県の西条市以東で生産されるあられの一種。主にソフトクリームなどの菓子のトッピングや結婚式の引き出物として販売されている。
直径 1cm ほどの玉状である。桃色、緑、白、空色、紫、オレンジなど様々で、パステル調のカラフルな色合いに特徴がある。外は薄い殻のような食感で、中は空洞で口に入れるとすぐに溶ける。一般的なひなあられの風味に似ており、甘さは控えめである。
原材料は主にもち米。

## 用途
ソフトクリームなどの菓子のトッピングとして用いられる。
嫁入り道具として、香川県の結婚式披露宴でも用いられている。結婚式披露宴の参加者への引き出物、また嫁入りした家の近所へのあいさつを兼ねた贈り物として用いられることもある。その際、縦8cm 横 4cm 程の楕円形をした小判型の菓子である「小判菓子」という和菓子も同時に数枚贈られることが多い。小判菓子はすなわちおいりを平たくしたものであり、色や味はおいりと同じである。おいりと小判菓子は紅白の化粧箱に入れられ贈られる。
愛媛県の西条市以東にも「おいり」の風習がある。おいり豆とも呼ばれ、引き出物としてはおいりをビニール袋に詰めて、さらに紅白の化粧箱に入れたものを用いている。

## 派生
おいり自体は素朴な味わいなことから、おいりのパステル調の色合いを再現した讃岐おいり風玉ラムネなどの土産菓子もいくつか販売されている。